# Fira de Sant Josep
La Fira de Sant Josep, reconeguda com a Fira Catalana de la Maquinària Agrícola, és una fira agrícola anual que se celebra cada mes de març a la capital del Pla d'Urgell, Mollerussa, des de l'any 1872, considerada una de les més importants d'Espanya.

## Història

### Creació i primers anys
El seu naixement va ser conseqüència d'un dinamisme local que responia a les demandes del creixement del sector agrícola, un cop finalitzades les obres de construcció del Canal d'Urgell, a més del creixement comercial, industrial i demogràfic per l'arribada del ferrocarril. Va ser en aquest marc que es decidí l'any 1872 per part de l'ajuntament i atenent a una iniciativa popular, la creació de la primera fira d'agricultura i ramaderia de Mollerussa com a fira de bestiar i agricultura. Aquesta fira estava complementada amb una altra el mes d'agost que va ser suprimida temps després.
El 1885 es decideix establir la fira el 19 de març, en honor de Sant Josep. Aquesta data ajudava que més comerciants forasters poguessin vendre a la fira i situava la celebració en unes dates on no hi havia cap altre certamen firal a la zona.

### Evolució fins a l'actualitat
Cap als anys 10 del s.XX ja era una de les fires més reconegudes de la zona de l'Urgell tot i que en la dècada dels 20 va sofrir una petita crisis a causa de la glossopeda. Durant la Guerra Civil la fira no s'aturà, tot i que el 1938 amb la línia de front al riu Segre, es va reduir el nombre de visitants i expositors. La recuperació després de la postguerra va ser ràpida i l'any 1950 s'incorporà la maquinària agrícola dins el certamen firal, arran de l'aparició del tractor en la industrialització del camp.
Deu anys després, el 1960, es va anul·lar la part ramadera de la fira per a dedicar-se, des d'aquell moment i fins a l'actualitat, a la maquinària agrícola. Aquell any també s'amplia el nombre de dies de celebració de la fira fins a tres. El 1966 se celebrà per primer cop la Setmana d'Estudis Agropecuaris que ha acabat derivant en les actuals jornades tècniques que tenen lloc durant la setmana de la fira.
Els anys 80 tenen un pes important dins la fira, ja que es crea el Saló de l'Automòbil i el 1985, amb la inauguració del pavelló firal, s'amplia encara més el ventall de la fira, donant lloc a que diverses empreses locals i/o del sector serveis, a més a més de entitats públiques, disposessin d'un estand dins el pavelló. En aquella època va ser habitual veure directors d'empreses agrícoles internacionals com Deere and Company visitant la fira o fins i tot el president del Govern, Adolfo Suárez, que va inaugurar el certamen l'any 1980. Com a curiositat, l'any 1983 l'organització va voler esbrinar la previsió meteorològica pels dies de la fira i per aquest motiu van contractar una empresa prestigiosa dels Estats Units. La fiabilitat va quedar en dubte, ja que no van encertar el seu pronòstic.
En l'actualitat, la fira es segueix desenvolupant pels volts del 19 de març, festivitat de Sant Josep. Com a certamen multisectorial, en destaca l'exposició de maquinària agrícola i altres complements per l'agricultura i la ramaderia. També en destaquen els pavellons firals amb estands de diverses empreses i entitats del territori i el Saló de l'Automòbil, ubicat a les piscines municipals. Les jornades tècniques i les parades d'artesania completen el programa anual de la fira de Sant Josep.

## Saló de l'Automòbil
L'any 1950 diverses concessionàries locals exposaven camions i automòbils durant els dies de la fira. La seva presència, tot i que hi va haver alguns intents de potenciar-la, va ser poc important fins a l'any 1981 quan es crea l'actual Saló de l'Automòbil. Aquest espai es va situar a les piscines municipals i va ser el factor que va transformar la fira en un certamen multisectorial i adreçat a tots els públics.